# عصب اشکی
عصب اشکی (انگلیسی: Lacrimal nerve) کوچک‌ترین شاخه از بین سه شاخه اصلی عصب چشمی است (که خود از شاخه‌های عصب سه‌قلو است).: 402 
عصب چشمی از خارج حلقه تاندونی مشترک وارد کاسه چشم (حدقه، چشمخانه) می‌شود و در امتداد دیواره جانبی کاسه چشم به سمت جلو می‌رود.
عصب چشمی عصب‌دهی حسی پوست و هر دو سطح ملتحمه در قسمت جانبی پلک بالایی را فراهم می‌کند.
همچنین این عصب یک شاخه ارتباطی پاراسمپاتیک ترشحی حرکتی برای غده اشکی دریافت می‌کند که این شاخه را به غده منتقل می‌کند.

## خاستگاه
عصب اشکی بلافاصله قبل از عبور از شکاف بالایی کاسه چشم و ورود به کاسه چشم از عصب چشمی منشعب می‌شود.
در قسمت بالایی دیواره جانبی کاسه چشم، عصب اشکی یک شاخه ترشحی حرکتی: 495  ارتباطی: 402  پاراسمپاتیک را از عصب گیجگاهی‌گونه‌ای: 495  دریافت می‌کند. این شاخه برای غده اشکی است.: 402 

## مسیر
عصب اشکی از طریق شکاف بالایی کاسه چشم خارج (جانبیِ : 495 ) حلقه تاندونی مشترک وارد کاسه چشم می‌شود و در کنار عصب پیشانی و عصب قرقره‌ای به سمت جلو می‌رود. با رسیدن به داخل چشمخانه، در امتداد (قسمت بالایی: 495 ) دیواره جانبی کاسه چشم روی حاشیه بالایی ماهیچه راست جانبی به سمت جلو حرکت می‌کند.: 402  در اینجا، یک شاخه ترشحی حرکتی از عصب گیجگاهی‌گونه‌ای برای غده اشکی دریافت می‌کند.: 495  در تمام مسیرش در کاسه چشم توسط سرخرگ اشکی همراهی می‌شود. از داخل غده اشکی رد می‌شود سپس شاخه‌های حسی و پاراسمپاتیک غده را تأمین می‌کند و به شکل تعدادی شاخه حسی کوچک مسیرش را به سمت جلو ادامه می‌دهد. تیغه حدقه‌ای را سوراخ می‌کند تا به بافت‌های انتهایی هدف‌اش برسد.: 402 

## توزیع

### حسی
عصب اشکی عصب‌دهی حسی زیر را فراهم می‌کند:
- غده اشکی[نیازمند منبع]
- یک ناحیه کوچک از[۲]: 495  پوست روی قسمت جانبی پلک بالایی[۳][۲]: 495
- هر دو سطح (یعنی چشمی و پلکی[۲]: 495 ) ملتحمه در محل قسمت جانبی پلک بالایی.[۳][۲]: 495  (یعنی ملتحمه در طاق بالایی[۲]: 402 )
- پوست نواحی گیجگاهی و جلوی سر

### پاراسمپاتیک
در قسمت بالایی دیواره جانبی کاسه چشم، عصب اشکی یک شاخه ترشحی حرکتی ارتباطی پاراسمپاتیک (حاوی الیاف پس‌عقده‌ای برای غده اشکی از عقده بالی‌کامی را از عصب گیجگاهی‌گونه‌ای دریافت می‌کند که آن را به غده اشکی می‌رساند. 

## تفاوت‌ها
گاهی اوقات عصب اشکی با عصب گیجگاهی‌گونه‌ای جابجا می‌شود، و بالعکس.

## نگاره‌ها

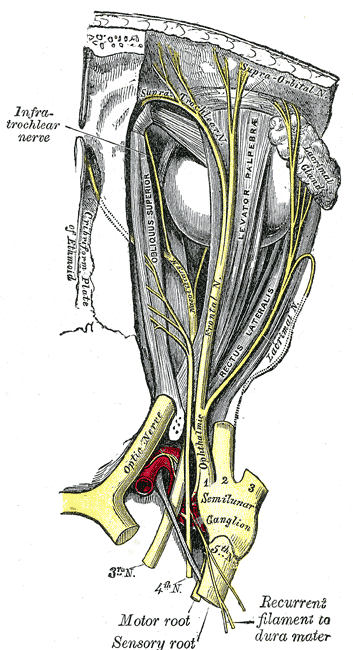
نمای بالایی عصب‌های کاسه چشم. شاخه‌های عصب اشکی از عصب چشمی مشخص هستند.
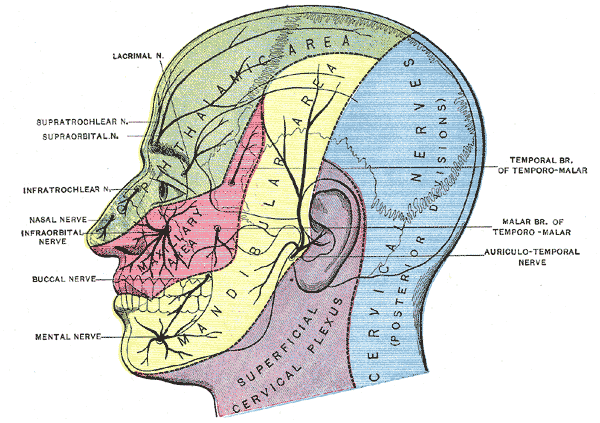
عصب‌دهی حسی پوست سر و گردن. توزیع پوستی عصب اشکی را در بالای چشم در ناحیه سبز می‌توان دید.
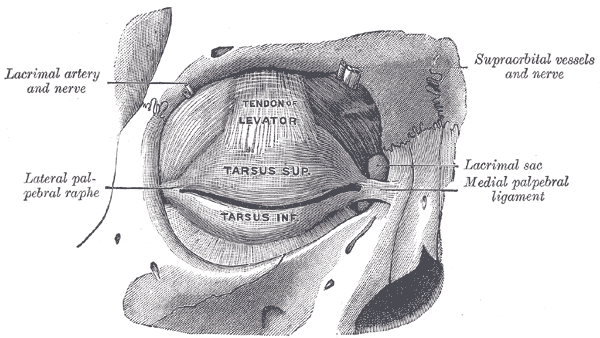
نمای قدامی کاسه چشم و صفحات مژگانی. عصب اشکی پس از رساندن شاخه‌هایش به غده اشکی، در حال خروج از گوشه بالاجانبی کاسه چشم دیده می‌شود.
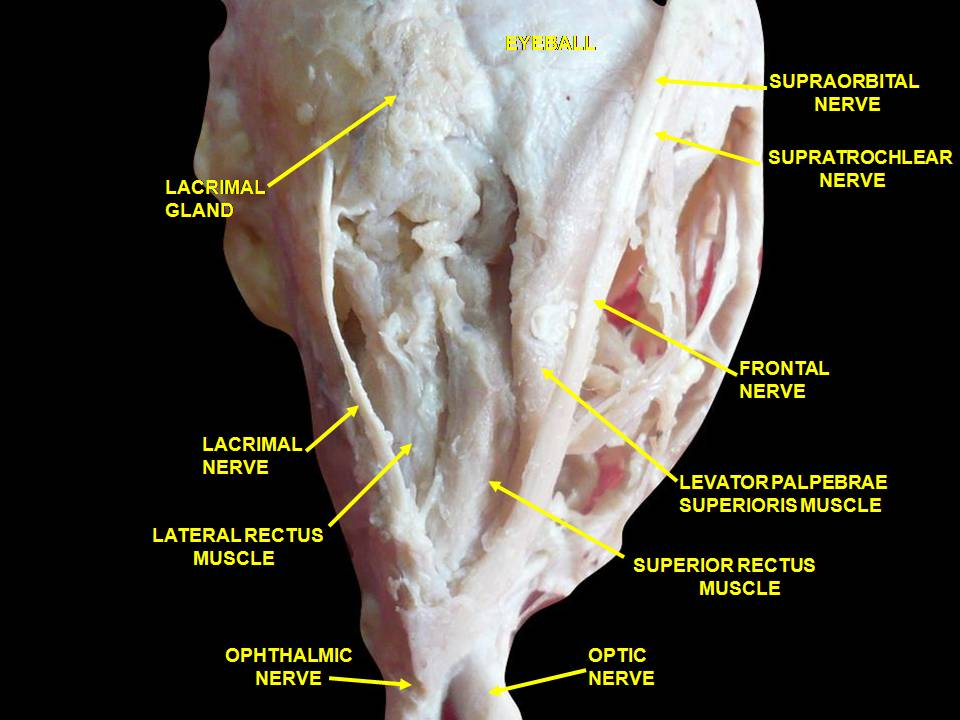
نمای بالایی یک کالبدشکافی از سمت چپ کاسه چشم. عصب اشکی که در حال عصب‌رسانی به غده اشکی است، دیده می‌شود.